# Orșova-Pădure, Mureș
Orșova-Pădure este un sat în comuna Gurghiu din județul Mureș, Transilvania, România.

## Imagini

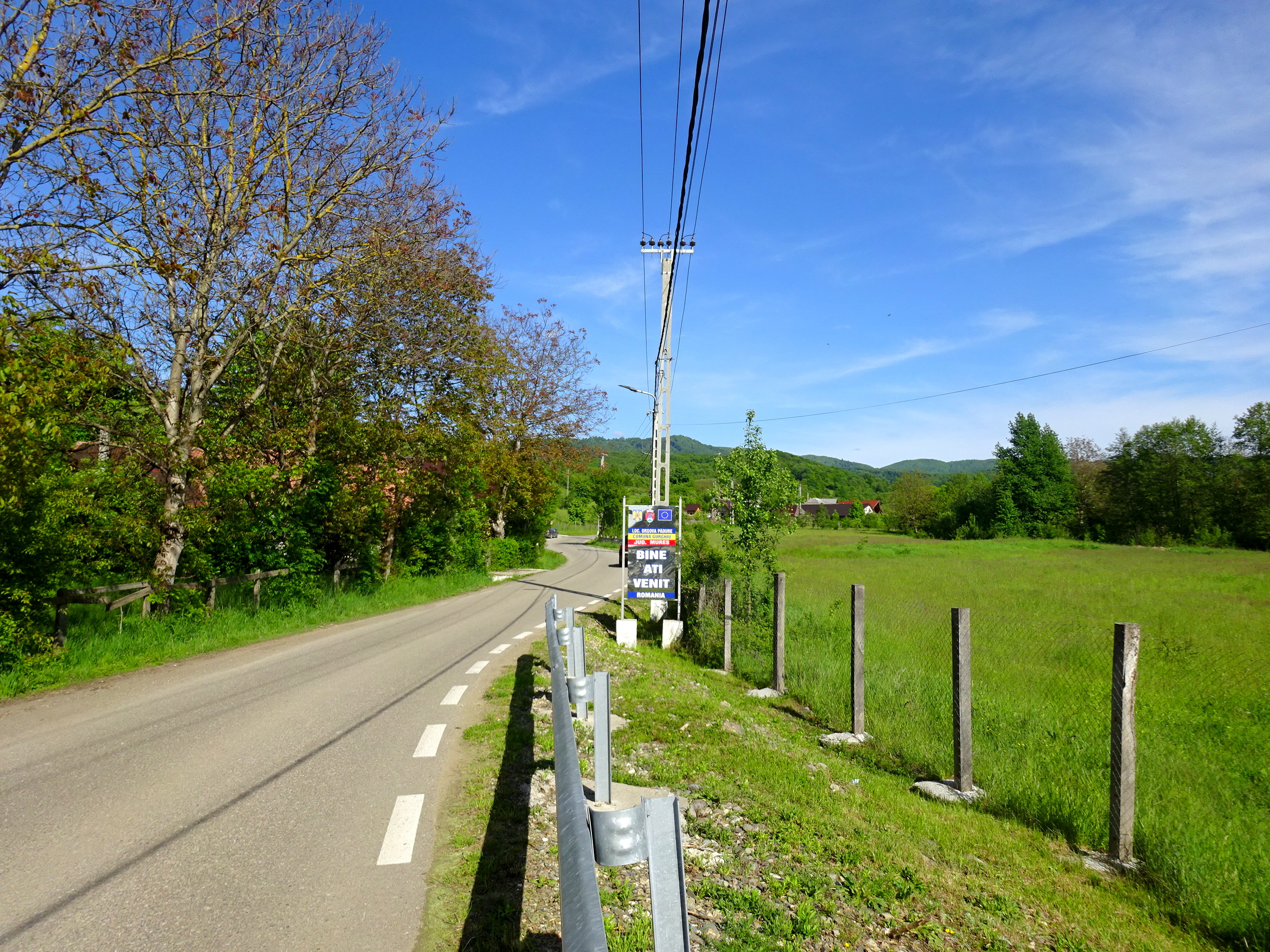
Intrarea în localitate
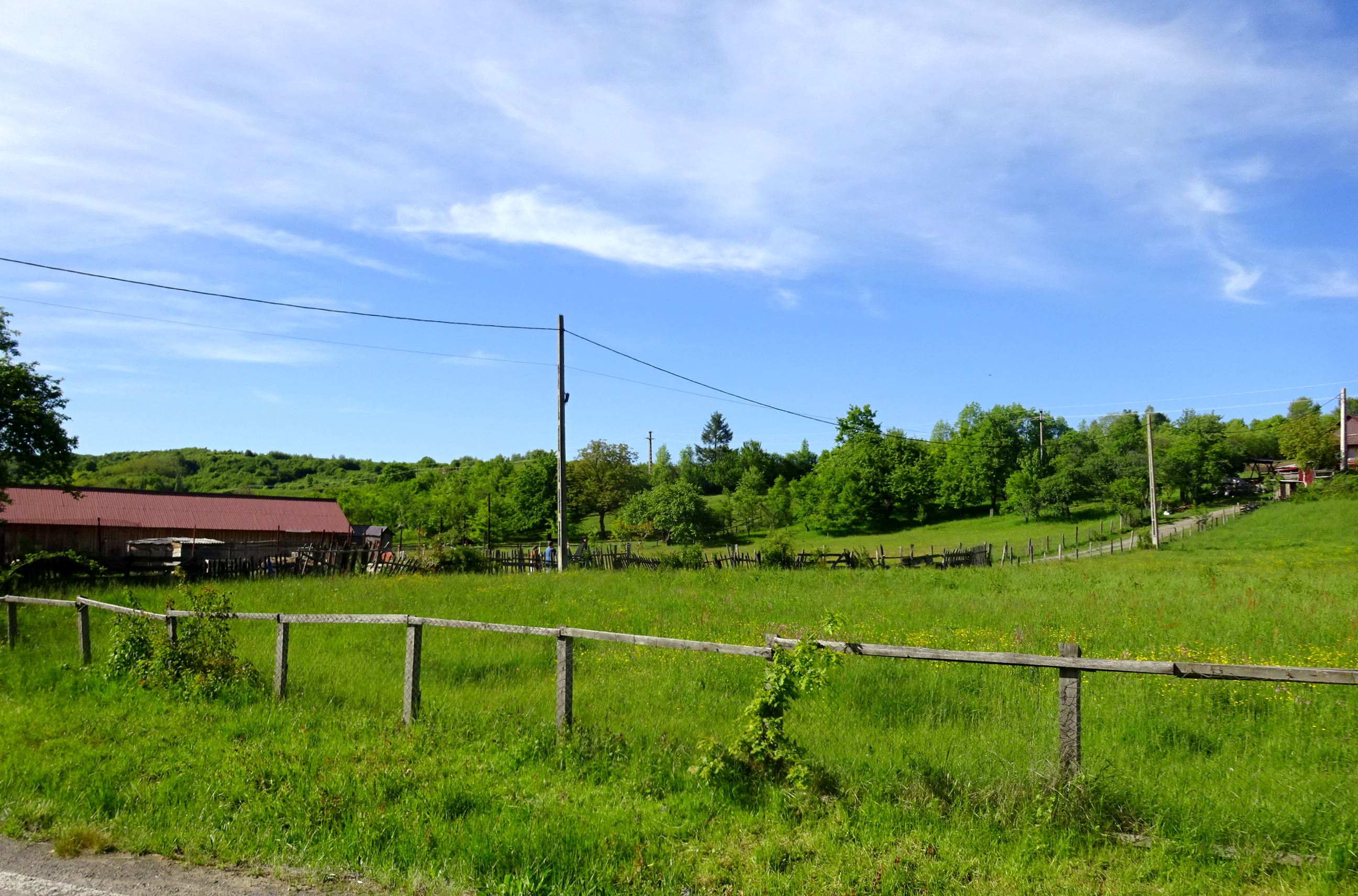
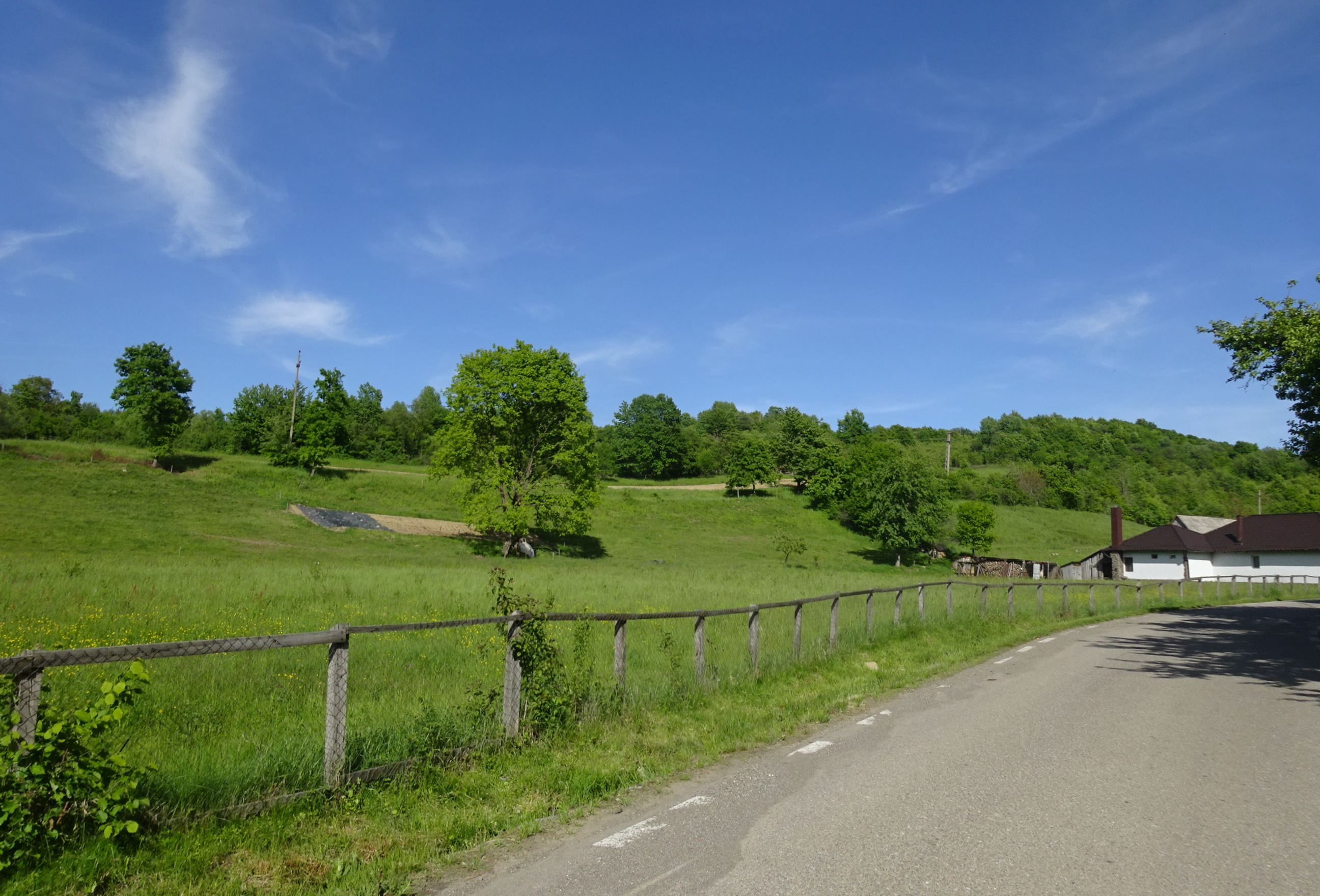
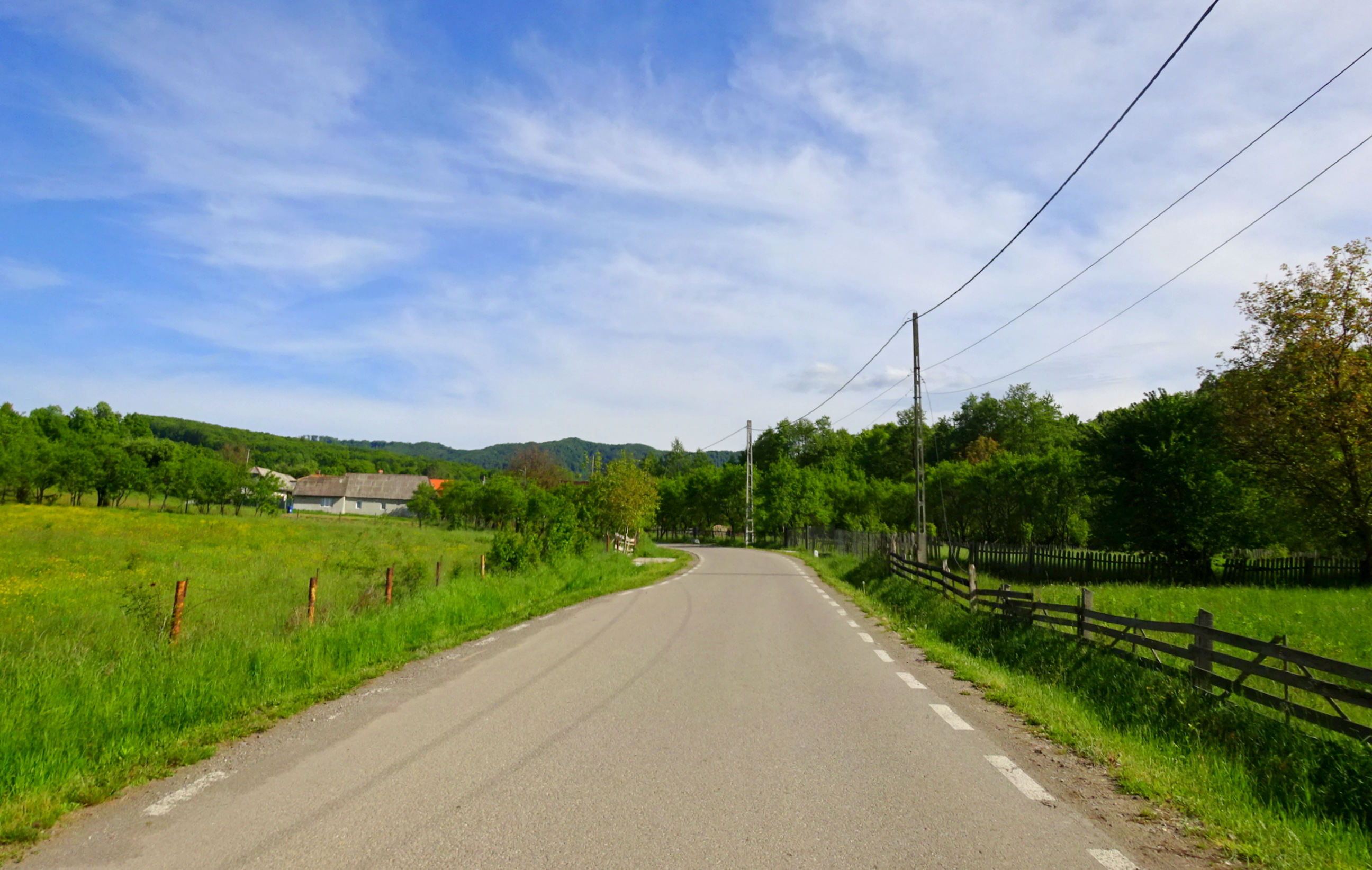
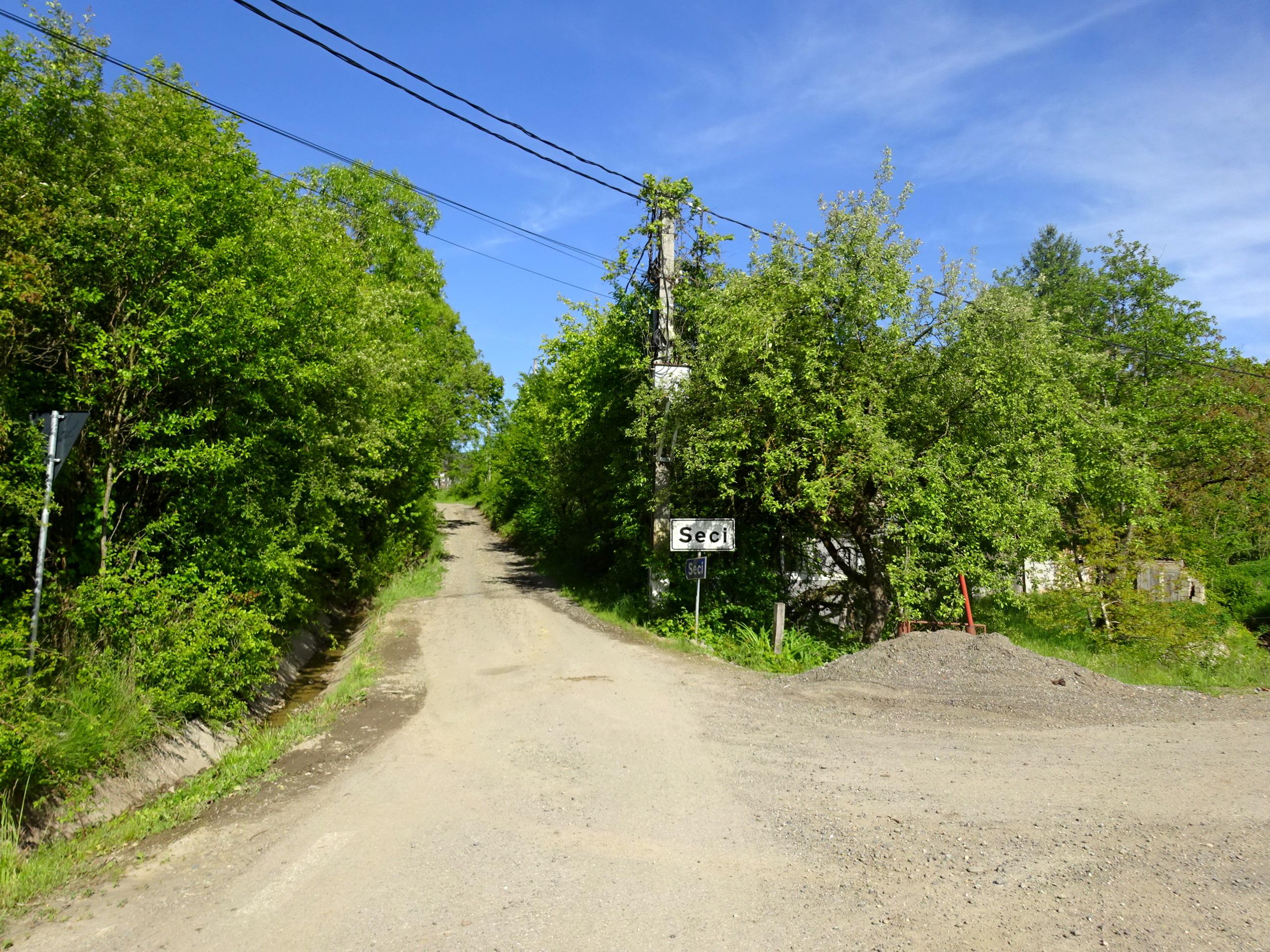
Cătunul Seci
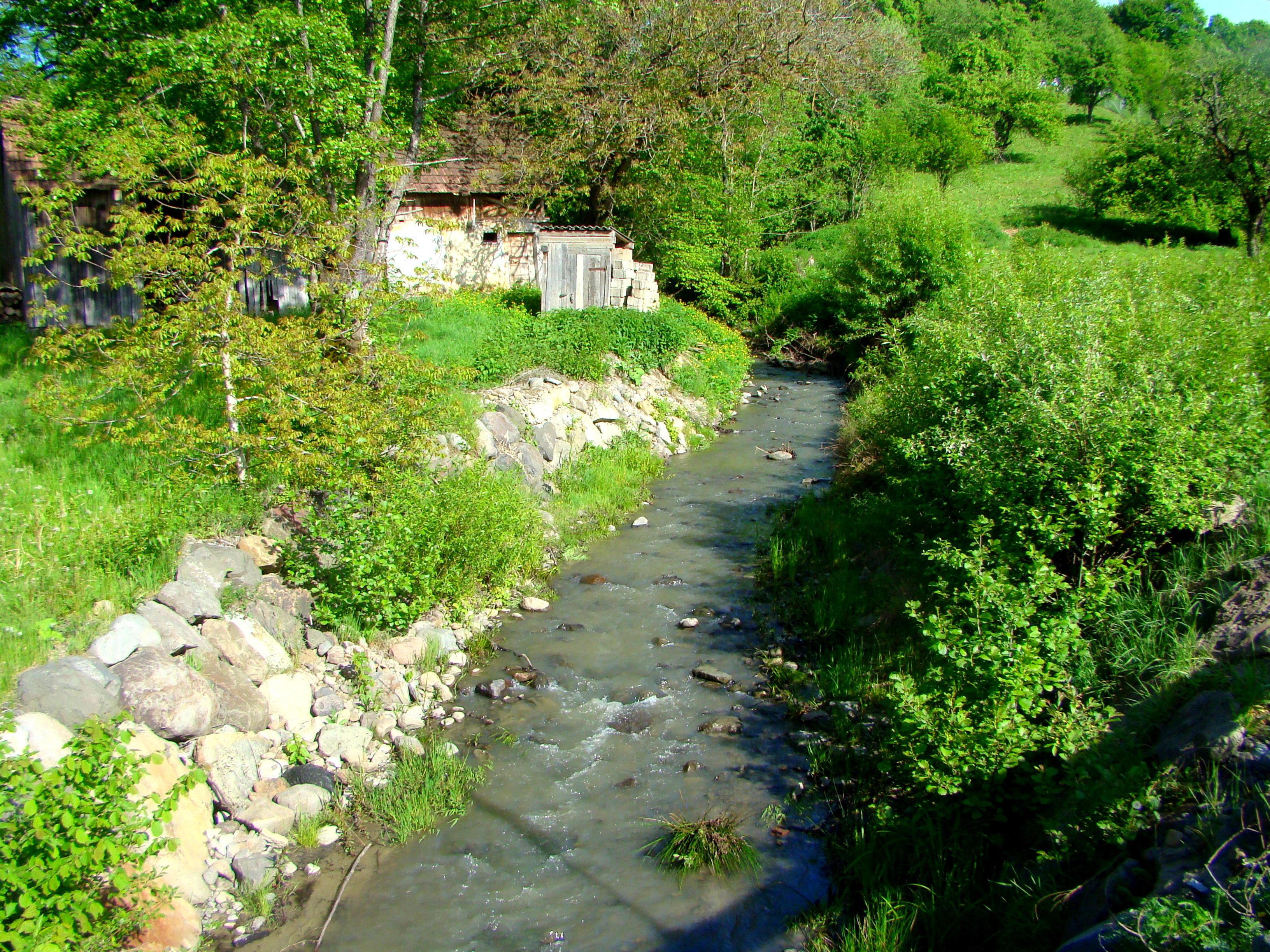
Pârâul Seciu
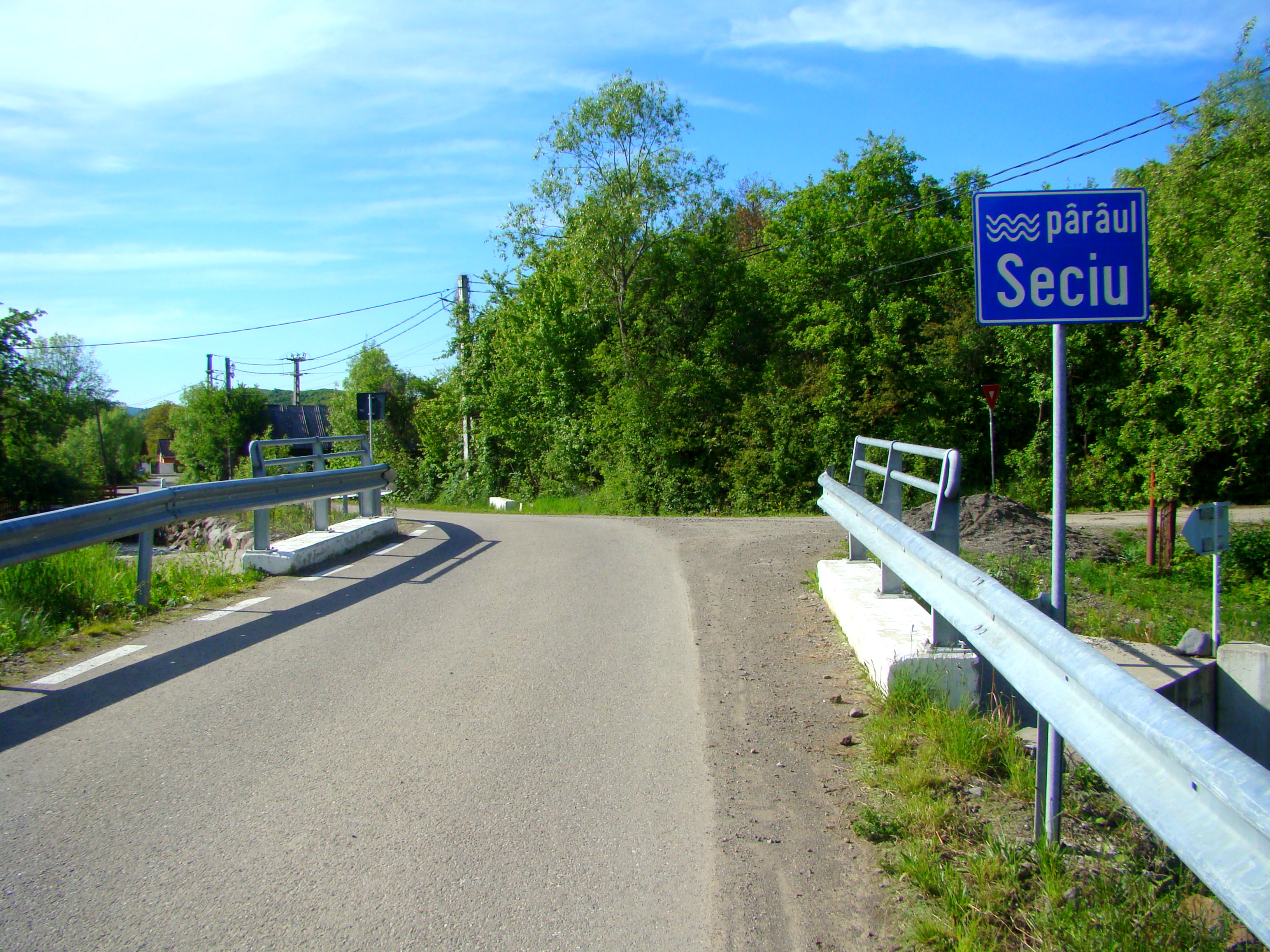
Podul peste pârâul Seciu
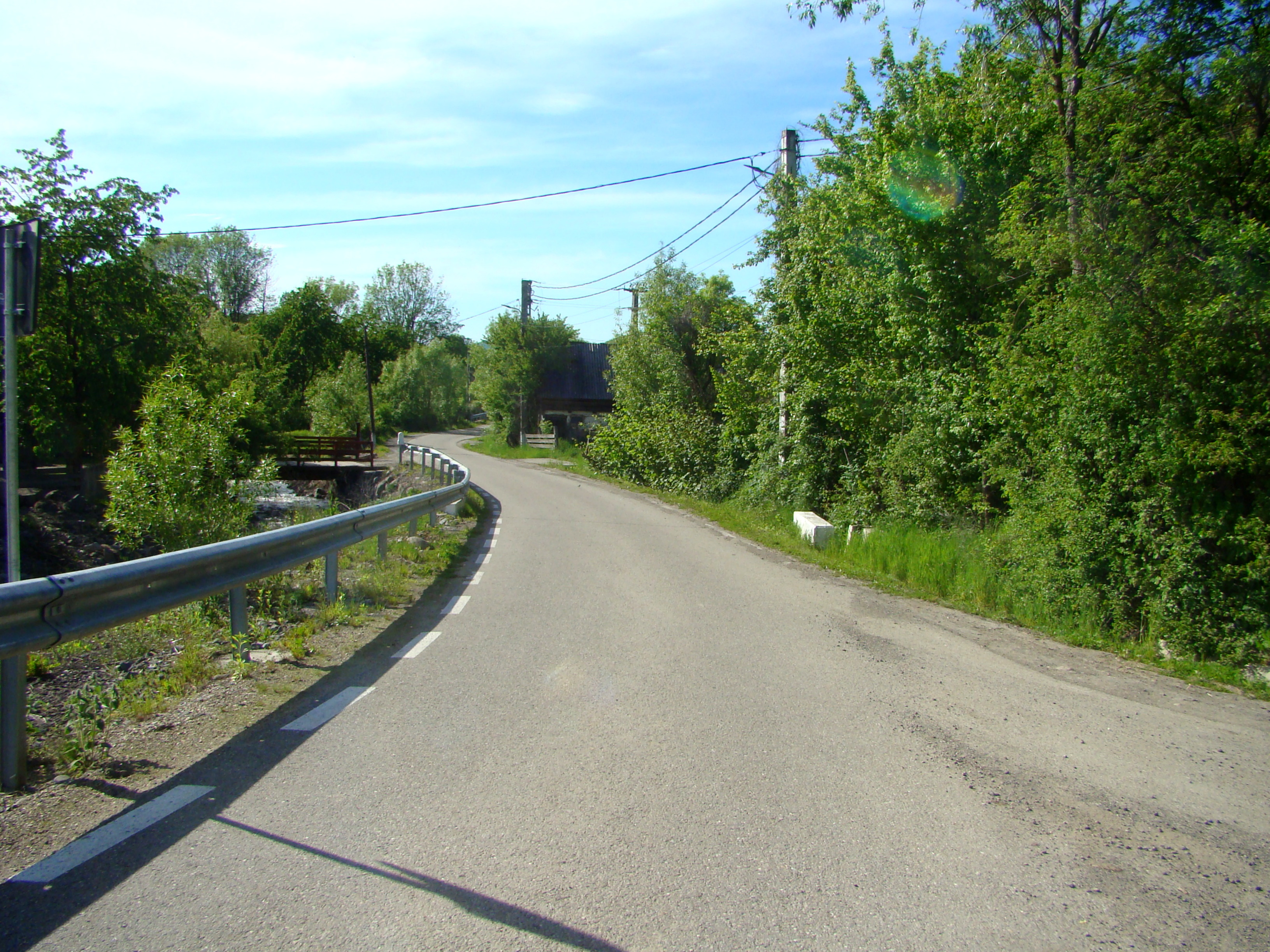
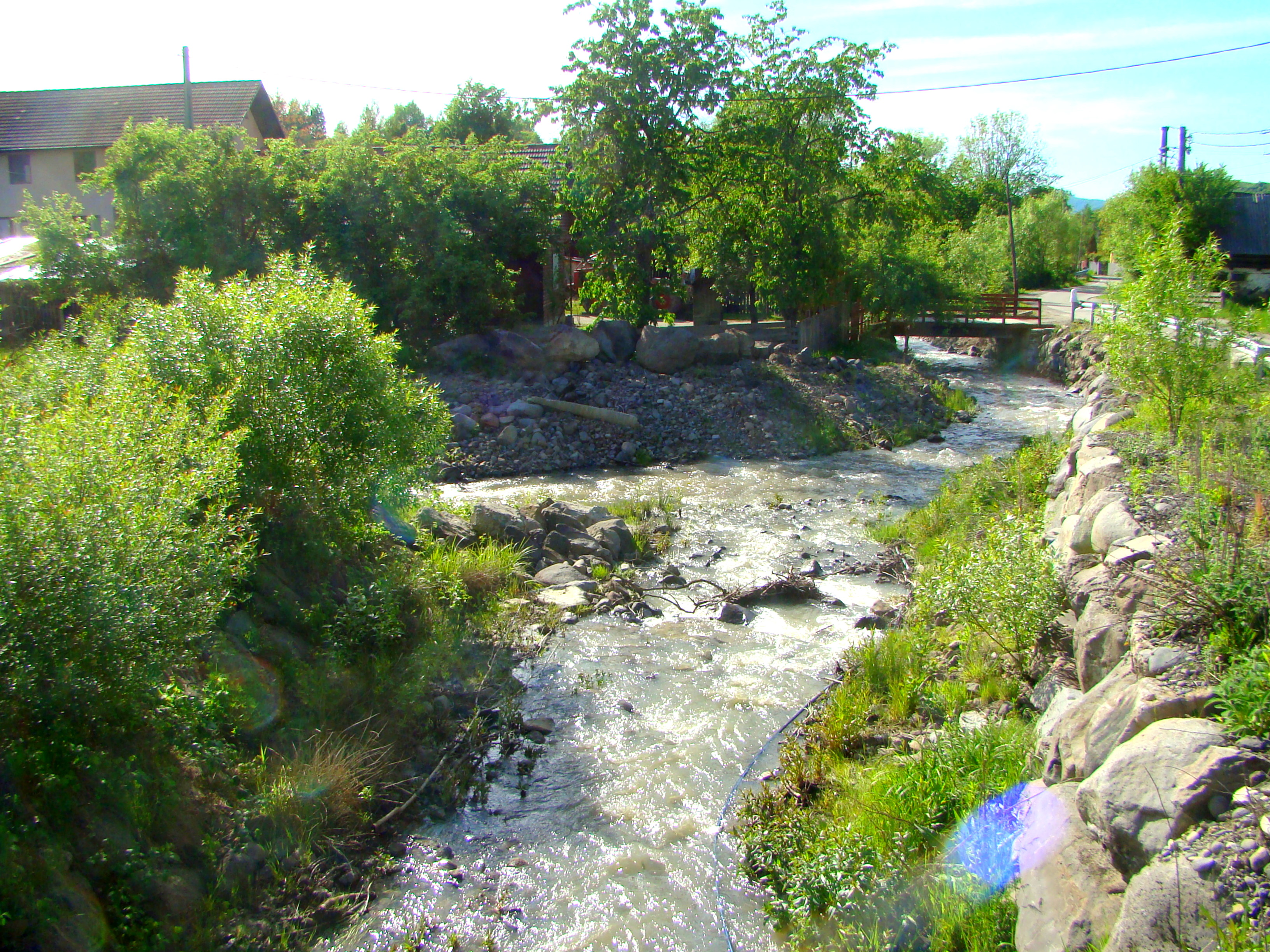
Confluența râului Orșova cu afluentul de dreapta Seciu
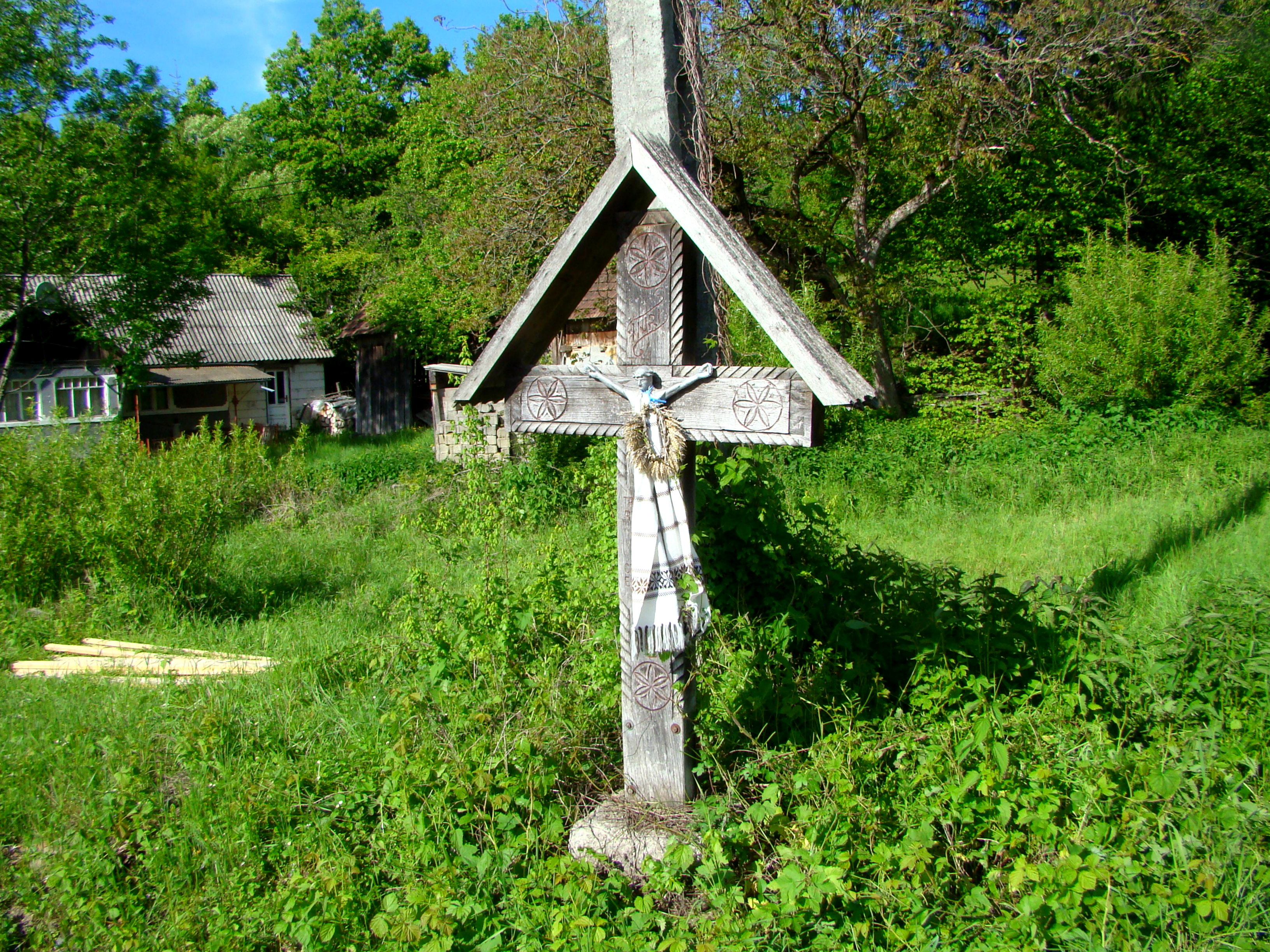
Troița
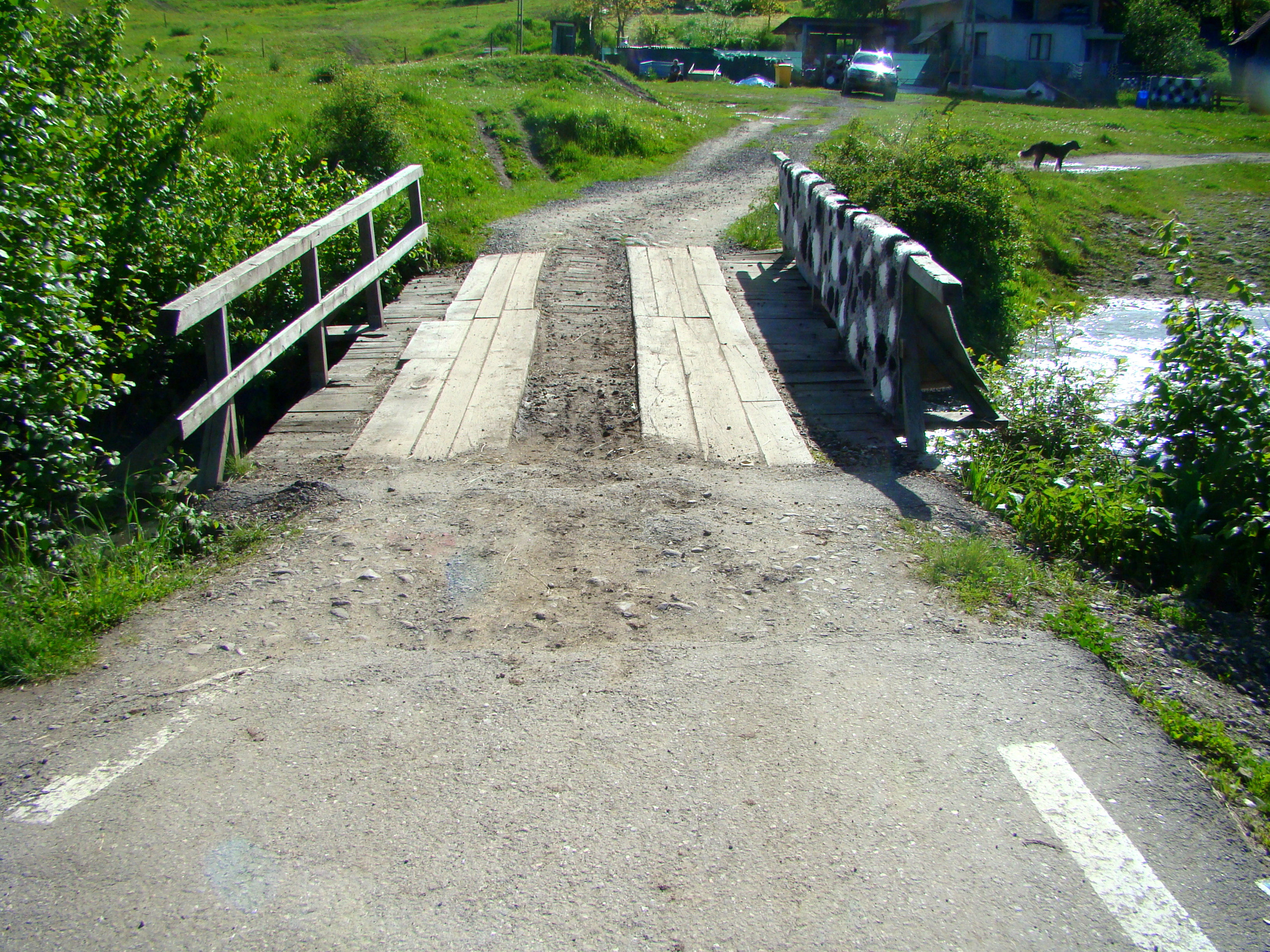
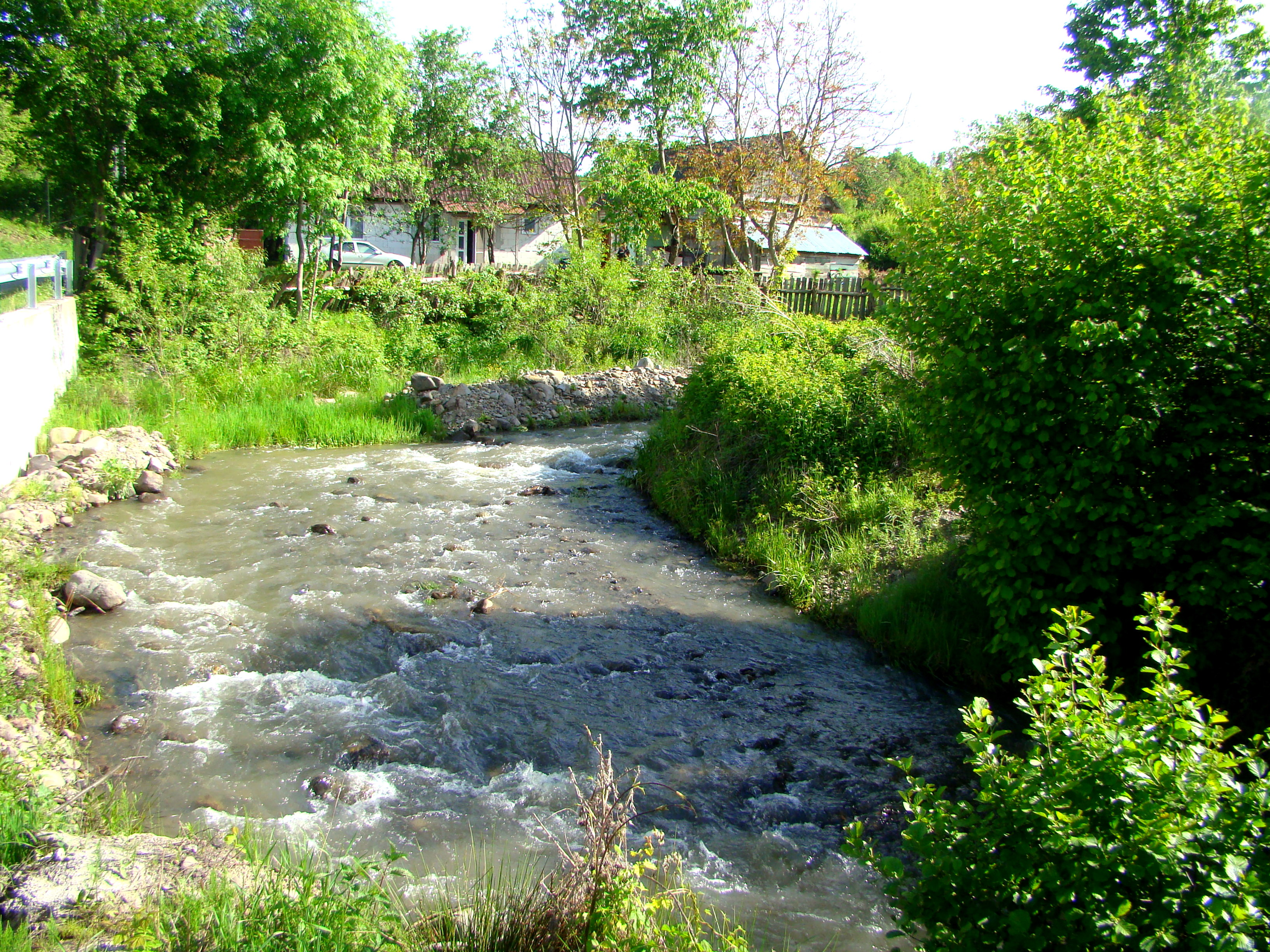